# Place Stoki
Place Stoki – dawna wieś, od 1946 w granicach Łodzi, na obszarze dzielnicy Widzew we wschodniej części miasta. Rozpościerała się w okolicach ulicy Telefonicznej. Nazwa Place Stoki nie występuje w systemie TERYT.

## Historia
Dawniej samodzielna wieś. Od 1867 w gminie Nowosolna. W okresie międzywojennym należała do powiatu łódzkiego w woj. łódzkim. W 1921 roku wieś Stoki liczyła 82 mieszkańców. 1 września 1933 utworzono gromadę (sołectwo) Place Stoki w granicach gminy Nowosolna, składającą się z samej wsi Place Stoki. Podczas II wojny światowej miejscowość włączono do III Rzeszy. 
Po wojnie Place Stoki powróciły na krótko do powiatu łódzkiego woj. łódzkim, lecz już 13 lutego 1946 włączono je do Łodzi.